# Nabu-usalla
Nabu-usalla (akad. Nabû-uṣalla, tłum. „Modlę się do boga Nabu”) – wysoki dostojnik asyryjski, gubernator prowincji Tamnunu i korespondent króla Sargona II (722-705 p.n.e.). Do naszych czasów zachowała się noszona przez niego pieczęć cylindryczna.